# Bourrignon
Bourrignon ist eine politische Gemeinde im Distrikt Delémont des Kantons Jura in der Schweiz. Der frühere deutsche Name Bürkis wird heute nicht mehr verwendet.

## Geographie

Historisches Luftbild von Werner Friedli (1910–1996) vom 12. September 1950

Bourrignon liegt auf 770 m ü. M., 8 km westnordwestlich des Kantonshauptorts Delémont (Luftlinie). Das Strassenzeilendorf befindet sich auf einem nach Norden ausgerichteten Geländevorsprung der Jurakette von Les Rangiers über dem Tal der Lucelle (deutsch Lützel).
Die Fläche des 13,6 km² grossen Gemeindegebiets umfasst das Quellgebiet der Lucelle im Faltenjura. Im Süden gehört ein Teil des hohen Kamms der Les Rangiers-Kette zu Bourrignon. Auf dem Berg Les Ordons (995 m ü. M.) befindet sich der höchste Punkt der Gemeinde, hier steht eine regionale Relaisstation. Im Südosten liegt die Hochfläche von Burgisberg (bis 893 m ü. M.). Den nördlichen Teil nimmt die Talniederung der Lucelle mit ihren Seitenbächen ein, wobei auch der Steilhang der Côte de May und ein Teil der Hochfläche von Truchet (808 m ü. M.) noch zu Bourrignon gehört. Ganz im Westen reicht das Gemeindegebiet bis zur Grande Roche (848 m ü. M.), einem Felsen auf der Hügelkette, welche die östliche Begrenzung der Ajoie bildet. Von der Gemeindefläche entfielen 1997 3 % auf Siedlungen, 32 % auf Wald und Gehölze, 65 % auf Landwirtschaft.
Zu Bourrignon gehören die Hofsiedlung La Burgisberg (832 m ü. M.) sowie mehrere Einzelhöfe. Nachbargemeinden von Bourrignon sind La Baroche, Pleigne, Delémont, Develier und Boécourt.

## Bevölkerung
Mit 261 Einwohnern (Stand 31. Dezember 2023) gehört Bourrignon zu den kleineren Gemeinden des Kantons Jura. Von den Bewohnern sind 93,7 % französischsprachig und 4,9 % deutschsprachig (Stand 2000). Die Bevölkerungszahl von Bourrignon belief sich 1850 auf 359 Einwohner, 1900 auf 330 Einwohner. Danach wurde durch starke Abwanderung bis 1980 ein Rückgang um weitere 33 % auf 221 Personen registriert. Seither hat die Einwohnerzahl wieder deutlich zugenommen.

## Wirtschaft
Die Gemeinde ist noch stark landwirtschaftlich geprägt. Es gibt nur wenige Arbeitsplätze ausserhalb des landwirtschaftlichen Sektors im Dorf. Viele Erwerbstätige (ungefähr 50 %) sind deshalb Wegpendler und arbeiten vor allem in der Region Delémont.

## Verkehr
Bourrignon liegt an einer regionalen Durchgangsstrasse, die Delémont mit Lucelle und dem französischen Ferrette im Elsass verbindet. Das Dorf ist durch die Buslinie Delémont – Lucelle an den öffentlichen Verkehr angeschlossen.

## Geschichte
Erste Erwähnung findet Bourrignon 1136 als Borognun. Von 1295 ist der Name Burgis bekannt, der zur ehemaligen deutschen Bezeichnung Bürkis führte. Der Name geht vermutlich auf einen römischen Hof zurück, der später von den Burgunden besiedelt war. Bourrignon gehörte im 11. Jahrhundert der Zisterzienserabtei Lützel. Als eines der 13 freien Dörfer der Herrschaft Delsberg kam Bourrignon 1271 zum Fürstbistum Basel. Von 1793 bis 1815 gehörte es zu Frankreich und war anfangs Teil des Département du Mont-Terrible, ab 1800 mit dem Département Haut-Rhin verbunden. Durch den Entscheid des Wiener Kongresses kam der Ort 1815 an den Kanton Bern und am 1. Januar 1979 an den neu gegründeten Kanton Jura.

## Sehenswürdigkeiten
Schon 1181 war Bourrignon eine Kirchgemeinde. Die heutige barocke Kirche Saint-Sébastien wurde 1747–49 errichtet, die Ausstattung (Altäre, Statuen und Malereien) stammt ebenfalls aus dieser Zeit; der Frontturm wurde 1774 erbaut. Bei einer Restaurierung der Kirche 1974–77 wurde ein Münzschatz aus der Barockzeit entdeckt.